# 21 février 2019
Le mardi 21 février 2019 est le 52e jour de l'année 2019.

## Décès
Par ordre alphabétique.
- Stanley Donen, réalisateur américain.
- Peter Tork, musicien, auteur-compositeur, pianiste, guitariste et acteur américain.

## Événements
- Décollage de Beresheet, à la fois première sonde spatiale destinée à la Lune produite par des agences privées et premier engin envoyé sur la Lune ni américain ni soviétique ni chinois - en l'occurrence israélien.
- Le Botswana confirme son intention de légaliser la chasse aux animaux sauvages sur son territoire[1].
- Une famille française non vaccinée, composée de deux parents (de 30 et 35 ans) et d'un enfant de 5 ans, est officiellement suspectée d'avoir réintroduit la rougeole au Costa Rica, alors que celle-ci avait disparu du pays en 2014. Arrivée sur le territoire costaricien le 18 février, elle est maintenue à l'isolement à l'Hôpital Monseñor Sanabria (es) de Puntarenas[2].